# Oborniki Śląskie
Artikeln handlar om staden i Nedre Schlesiens vojvodskap. För staden i Storpolens vojvodskap norr om Poznań, se Oborniki.
Oborniki Śląskie [ɔbɔrˈɲikʲi ɕlõskʲɛ], tyska: Obernigk, är en stad och kurort i sydvästra Polen, belägen i distriktet Powiat trzebnicki i Nedre Schlesiens vojvodskap, 26 kilometer norr om Wrocław. Tätorten hade 9 048 invånare i juni 2014 och utgör centralort i en stads- och landskommun med totalt 19 760 invånare samma år.

## Geografi
Orten ligger i Wzgórza Trzebnickie (Katzengebirge), en höjdrygg i Nedre Schlesien norr om floden Oder. Avståndet till distriktets huvudort Trzebnica är omkring 10 kilometer österut och vojvodskapets huvudstad Wrocław ligger 26 kilometer söderut.

## Historia
I området finns kurganer från förhistorisk tid och spår av bosättningar tillhörande Lausitzkulturen. Ortnamnet är av slaviskt ursprung. Orten omnämns första gången 1305 som en by lydande under biskopsdömet Breslau, men kom snart därefter under hertigdömet Oels kontroll. Området blev under senare medeltid del av kungariket Böhmen, från 1526 därmed även som del av den österrikiska Habsburgmonarkins kronländer.  1742 blev orten tillsammans med Schlesien del av kungariket Preussen, från början av 1800-talet som del av provinsen Schlesien och efter 1871 även som del av Tyskland. Poeten Karl von Holtei (1798-1880) levde i Obernigk några år omkring 1820, och skildrade orten i flera av sina dikter. På grund av byns fördelaktiga klimat lät den lokale godsägaren Carl Wolfgang Schaubert anlägga ett kurbad i byn 1835. Järnvägen mellan Posen och Breslau drogs genom orten 1856, då orten fick en järnvägsstation. Vid den stora koleraepidemin 1866 i Breslau flydde många av stadens invånare till Obernigk. Från mitten av 1800-talet fram till 1945 var orten en välbesökt kurort.
Den tysktalande befolkningen fördrevs i samband med krigsslutet 1945, då orten blev polsk under den polska namnformen Oborniki Śląskie. Tillnamnet Śląskie lades då till för att skilja orten från den befintliga staden Oborniki i Storpolen. I samband med inrättandet av den polska förvaltningen gavs orten även stadsrättigheter. Orten har även efter 1945 fortsatt vara en välbesökt kurort.

## Kommunikationer
Staden ligger vid landsvägen mellan Wołów och Wrocław. Oborniki Śląskie har en järnvägsstation på linjen Wrocław - Poznań. Vid stationen finns förbindelser med regionaltåg mot Wrocław, Jelenia Góra, Rawicz och Poznań, samt fjärrtåg i riktning söderut mot Wrocław, Katowice och Kraków respektive norrut mot Gdańsk eller Szczecin via Poznań.

## Vänorter
- Rehau, Landkreis Hof, Bayern, Tyskland

## Kända invånare
- Hans Carl von Diebitsch-Zabalkanskij (1785-1831), preussisk-rysk greve och fältmarskalk i ryska armén.
- Bronisław Komorowski (född 1952), politiker för Medborgarplattformen, Polens president 2010-2015.
- Aleksandra Natalli-Świat (1959-2010), konservativ politiker.
- Kurt Wünsche (född 1929), justitieminister i Östtyskland.